# Гельмут Ландсберг
Гельмут Еріх Ландсберг (нім. Helmut Erich Landsberg; 1906—1985) — відомий впливовий кліматолог. 

## Життєпис
Він народився у Франкфурті, Німеччина, 9 лютого 1906 р. та помер 6 грудня 1985 р. у Женеві, Швейцарія, під час участі у засіданні Всесвітньої метеорологічної організації. Ландсберг був важливою фігурою в метеорології та атмосферних науках в галузі освіти, державної служби та управління. Він є автором декількох помітних праць, зокрема у галузі твердих частинок та їх впливу на забруднення повітря та здоров'я людей. Він перший пише англійською мовою про використання статистичного аналізу в галузі кліматології та впроваджує такий статистичний аналіз у допомогу військовим операціям під час Другої світової війни. За своє життя він отримав ряд значних почестей. Зараз від його імені удостоєно декількох почестей на знак визнання його внеску в його галузі.

## Освіта
Ландсберг був єдиною дитиною єврейської пари. Його батько, Георг Ландсберг, був лікарем, а мати, Клер Цеднер Ландсберг, була домогосподаркою. Він відвідував міську середню школу ім. Вулера, а потім продовжив навчання у Франкфуртському університеті, фізики, математики та географії. Після подальшого навчання у Франкфуртському інституті метеорології та геофізики він здобув ступінь доктора філософії у 1930 році у Франкфуртському університеті,  де Бено Гутенберг був його радником. Гутенберг був вихованцем засновника сучасної сейсмології Еміля Йоганна Віхерта.

## Кар'єра
Він працював керівником Таунуської обсерваторії геофізики та метеорології в цьому університеті, перш ніж переїхати до Сполучених Штатів в 1934 році для викладання геофізики та метеорології в Університеті штату Пенсільванія.  Перебуваючи там, він запропонував аспірантський семінар з біокліматичних проблем, перший такий аспірантський курс, який викладали в США.
Згодом він був призначений на факультети Чиказького університету (1941-1943) та Університету Меріленда (1967-1976), з якими він продовжував працювати до своєї смерті.  У штаті Меріленд він працював першим директором аспірантури з метеорології (згодом названої Департаментом атмосферних та океанічних наук) та Інституту динаміки рідин та прикладної математики.
Ландсберг скептично ставився до ризиків техногенного глобального потепління, стверджуючи, що комп'ютерні моделі ненадійні і що наслідки прогнозованого потепління будуть незначними.  
На додаток до своєї роботи в галузі освіти, Ландсберг брав активну державну службу. Під час Другої світової війни він очолював проект для ВПС США, який надавав інформацію про статистику клімату та погоди в районах, які проходять військові місії.  Начальник штабу ВПС США офіційно похвалив його за цю службу. Ландсберг став виконуючим обов'язки директора Комітету з геофізичних наук Спільної ради з досліджень і розробок (1946), а потім директором (1949).  У 1949 р. Ландсберг був призначений до Комітету з питань забруднення повітря президента США Гаррі Трумена, де він допоміг формувати американські норми щодо забруднення повітря.
Інша робота Ландсберга включала адміністративне обслуговування та редагування. У 15 томах з 1964 р. Ландсберг був головним редактором журналу «Світове дослідження кліматології». Він працював у Кембриджському дослідницькому центрі на посаді директора дирекції геофізики (1951-1954), а в Бюро погоди США на посаді директора Служби екологічних даних (1954-1966). 
Він був стипендіатом, почесним членом та сертифікованим консультантом-метеорологом Американського метеорологічного товариства. Він був президентом Американського геофізичного союзу з 1968 по 1970 рік. Він був обраний до Національної інженерної академії в 1966 році. Вільфрід Шредер опублікував меморіальну записку про Гельмута Ландсберга в «Meteorologische Rundschau», 1985.

## Публікації
Ранні публікації Ландсберга стосувались землетрусів, впливу погоди на авіацію, атмосферних суспензій і, особливо, ядер конденсації хмар. Ландсберг опублікував новаторські зношені на ядрах конденсації - частинки розміром з субмікрометри в повітрі, навколо яких утворюються хмари, - першим, хто вивчив роль таких твердих частинок у забрудненні повітря та мірі збереження їх у дихальних шляхах системи. Це розслідування було покладено в основу його подальшої роботи щодо впливу урбанізації на клімат. Він також пов'язав падіння тиску з початком неіндукованих пологів при пологах.  Протягом 40-х років Ландсберг зосереджувався на кліматології. Він ознайомив англомовну аудиторію з корисністю статистичного аналізу в цій галузі у своїй книзі «Фізична кліматологія» 1941 року.

## Відзнаки
Ландсберг отримав ряд почестей та визнань протягом своєї кар'єри. Серед його помітних відзнак - премія Міжнародної метеорологічної організації (1979), медаль Вільяма Боуї Американського геофізичного союзу (1978), премія за видатні досягнення в галузі біокліматології (1983) та премія абатства Клівленда (1983) Американського метеорологічного товариства, та Національна медаль за науку (1985), вручена йому президентом США Рональдом Рейганом.
На знак визнання його досягнень його ім’я пов’язане з кількома нагородами, присудженими іншим. У 1986 році Національне управління океану та атмосфери створило нагороду «Гельмут Е. Ландсберг» на його честь як «одного з найвидатніших кліматологів нашого часу»; нагорода присуджується «усім спостерігачам, які пройшли 60 років служби в якості кооперативних спостерігачів».  У 2006 році Американське метеорологічне товариство створило «Премію Гельмута Е. Ландсберга», щоб визнати видатний внесок у міську метеорологію, кліматологію чи гідрологію. 